# PNH FC
El Police Nationale d'Haïti Football Club es un club de fútbol profesional con sede en Port-au-Prince, Haití. Actualmente juega en la Segunda División de Haití.